# اسلوپ کلاس ستلایت
اسلوپ کلاس ستلایت (به انگلیسی: Satellite-class sloop) یک کلاس از اسلوپ‌ها است که طول آن ۲۰۰ فوت (۶۱ متر) می‌باشد.